# Aptesis rufigastra
Aptesis rufigastra là một loài tò vò trong họ Ichneumonidae.